# La ragazzola
La ragazzola è un film del 1965 diretto da Giuseppe Orlandini.